# José Ailton Da Silva
José Ailton Da Silva (Cajueiro, Alagoas, Brasil; 8 de septiembre de 1977) es un exfutbolista brasileño naturalizado mexicano. Jugó de mediocampista o delantero y se retiró en el Clube Atlético Joseense de Brasil. 

## Carrera
Ha pasado por varios equipos siendo su mejor momento en el tradicional equipo mexicano Pumas de la UNAM donde consiguió 3 títulos. Durante su época como futbolista mostró gran habilidad y técnica como velocidad y regate, fue y sigue siendo uno de los grandes ídolos de la afición universitaria.
Una frase que lo caracterizó fue la de "Gatitos Ni Madres" que surgió durante la final de 2004, y esta surge cuando el dueño del Club Deportivo Guadalajara, Jorge Vergara, menciona que en la final le pareció ver un lindo gatito, y Pumas gana la final y Ailton saca una playera con dicha frase.

## Clubes
| Club                 | País      | Año       |
| -------------------- | --------- | --------- |
| Palmeiras            | Brasil    | 1996      |
| Paulista             | Brasil    | 1997      |
| Deportivo Italchacao | Venezuela | 1998      |
| Atlas                | México    | 1999      |
| León                 | México    | 2000-2001 |
| Bari                 | Italia    | 2001-2002 |
| Pumas de la UNAM     | México    | 2002-2006 |
| San Luis             | México    | 2006      |
| Pumas de la UNAM     | México    | 2007      |
| Corinthians          | Brasil    | 2007      |
| Universidad Católica | Chile     | 2008      |
| O´Higgins            | Chile     | 2008      |
| León                 | México    | 2009      |
| Veracruz             | México    | 2009-2010 |
| C.A. Joseense        | Brasil    | 2011-2016 |

## Palmarés

### Campeonatos nacionales
| Título               | Club                 | País      | Año     |
| -------------------- | -------------------- | --------- | ------- |
| Primera División     | Deportivo Italchacao | Venezuela | 1999    |
| Primera División     | Pumas de la UNAM     | México    | 2004    |
| Campeón de Campeones | Pumas de la UNAM     | México    | 2003-04 |
| Primera División     | Pumas de la UNAM     | México    | 2004    |